# 大串章
大串 章（おおぐし あきら、1937年（昭和12年）11月6日 - ）は、日本の俳人。佐賀県出身。

## 来歴・人物
嬉野町（現：嬉野市）生まれ。若い頃より文学に関心を持ち、1950年、「毎日中学生新聞」にて俳句等を投稿していた。1958年に京都大学経済学部に入学、俳句同人誌「青炎」や「京大俳句会」に参加。1962年に大学卒業後は日本鋼管（現：JFEスチール）に就職。1959年、大野林火主宰の「濱」に参加。1994年、「百鳥」を創刊し、主宰。
1978年、句集『朝の風』で第2回俳人協会新人賞、1994年、『現代俳句の山河』で第9回俳人協会評論賞、2005年、句集『大地』で第45回俳人協会賞を受賞。2002年より俳人協会理事、2017年より会長。NHK学園「俳句春秋」選者を務め、NHKの俳句番組に度々出演。その他、朝日新聞、東京新聞、愛媛新聞の俳壇選者なども務める。
代表句に「野遊びの終り太平洋に出づ」（『百鳥』）などがある。俳句を叙情を盛る器として捉え、具象的、かつ人間性に基づく抒情性の高い俳風である。明るさとおおらかさのある叙景句にも長ける。飯田龍太は「常凡をおそれぬ恒心の確かさ」と評し、大野林火は『朝の舟』を評し純粋さと透明さ、詩精神の高さを指摘した（『現代俳句大事典』「大串章」より）。

## 著書

### 句集
- 『朝の舟』浜発行所（1978年）
- 『大串章集』(自註現代俳句シリーズ 俳人協会, 1986.8
- 『山童記』（1984年）
- 『百鳥』富士見書房（1991年）
- 『大串章句集』(現代俳句文庫 百鳥叢書 ふらんす堂, 1997.4
- 『天風』角川書店（1999年）
- 『大串章』(花神現代俳句) 花神社, 2002.8
- 『大地』角川書店（2005年）
- 『山河』角川書店（2009年）
- 『海路 大串章句集』(ふらんす堂俳句叢書. 百鳥叢書 2015.8
- 『恒心 句集』(百鳥叢書 角川文化振興財団, 2021.7

### 評論
- 『現代俳句の山河: 大串章評論集』本阿弥書店（1994年）
- 『抒情の曠野』(俳句・俳景)蝸牛社（1997年）
- 『自由に楽しむ俳句 実作の基本から秀句鑑賞まで、やさしく解説』日東書院（1999年）
- 『千里同風』ふらんす堂（2004年）
- 『俳句とともに 大串章講演集』文學の森（2014年）

### 著編
- 『秀句三五〇選 8　風』編 蝸牛社, 1989.2
- 『現代俳句大事典』稲畑汀子,大岡信,鷹羽狩行監修,山下一海,今井千鶴子,宇多喜代子,片山由美子, 栗田やすし,仁平勝,長谷川櫂,三村純也共編. 三省堂, 2005.11